# Llista de monuments de Riba-roja d'Ebre
Llista de monuments d'Ascó inclosos en l'Inventari del Patrimoni Arquitectònic de Catalunya per al municipi de Riba-roja d'Ebre (Ribera d'Ebre). Inclou els inscrits en el Registre de Béns Culturals d'Interès Nacional (BCIN) catalogats com a monuments històrics, els béns culturals d'interès local (BCIL) de caràcter immoble i la resta de béns arquitectònics integrants del patrimoni cultural català.
| Monument | Protecció    | Estil/època                       | Localització                                                             | Coordenades                                          | Codi?         | Imatge |
| --- | ------------ | --------------------------------- | ------------------------------------------------------------------------ | ---------------------------------------------------- | ------------- | --- |
| Castell de Riba-roja                                                                                               | BCIN 1351-MH | XII-XIII, XVI-XVII                | Riba-roja d'Ebre C. del Castell                                          | 41° 15′ 05″ N, 0° 29′ 05″ E / 41.251519°N,0.484724°E | RI-51-0006697 | Castell de Riba-roja (Riba-roja d'Ebre) · Vegeu més fotos d'aquest monument · Carregueu una nova foto d'aquest monument      |
| La Garita | BCIN 1352-MH | Medieval                          | Riba-roja d'Ebre Camí dels Hereuins                                      | 41° 14′ 43″ N, 0° 29′ 19″ E / 41.245185°N,0.488681°E | RI-51-0006698 | La Garita (Riba-roja d'Ebre) · Vegeu més fotos d'aquest monument · Carregueu una nova foto d'aquest monument                 |
| Fortí a la serra dels Valencians                                                                                   | BCIN 4013-MH | Obra popular XIX-XX               | Riba-roja d'Ebre Serra dels Valencians                                   | 41° 14′ 08″ N, 0° 25′ 35″ E / 41.235628°N,0.426403°E | IPA-37037     | Carregueu una nova foto d'aquest monument                                                                                    |
| Església de Sant Bartomeu                                                                                          | BCIL 1982    | Barroc, rococó XVIII              | Riba-roja d'Ebre Pl. Espanya                                             | 41° 15′ 06″ N, 0° 29′ 09″ E / 41.251629°N,0.485757°E | IPA-11571     | Església de Sant Bartomeu (Riba-roja d'Ebre) · Vegeu més fotos d'aquest monument · Carregueu una nova foto d'aquest monument |
| Casa de la Vila | BCIL 1982    | Eclecticisme XX                   | Riba-roja d'Ebre Pl. de la Vila, 1                                       | 41° 15′ 03″ N, 0° 29′ 16″ E / 41.250956°N,0.487758°E | IPA-11572     | Casa de la Vila (Riba-roja d'Ebre) · Vegeu més fotos d'aquest monument · Carregueu una nova foto d'aquest monument           |
| Centre històric |              | Obra popular Medieval, XVI, XVIII | Riba-roja d'Ebre Centre de la població                                   | 41° 15′ 05″ N, 0° 29′ 06″ E / 41.251398°N,0.484889°E | IPA-11573     | Carregueu una nova foto d'aquest monument                                                                                    |
| Casa Prencés |              | Obra popular XIX                  | Riba-roja d'Ebre C. Major, 11                                            | 41° 15′ 05″ N, 0° 29′ 09″ E / 41.251393°N,0.485897°E | IPA-11574     | Carregueu una nova foto d'aquest monument                                                                                    |
| Casa Bladé |              | Barroc, obra popular XVIII        | Riba-roja d'Ebre C. Sol, 4                                               | 41° 15′ 06″ N, 0° 29′ 07″ E / 41.251576°N,0.485180°E | IPA-11576     | Carregueu una nova foto d'aquest monument                                                                                    |
| Casa Manolo |              | Obra popular XVIII                | Riba-roja d'Ebre C. Sol, 7                                               | 41° 15′ 04″ N, 0° 29′ 07″ E / 41.251182°N,0.485303°E | IPA-11577     | Carregueu una nova foto d'aquest monument                                                                                    |
| Ermita de Santa Madrona                                                                                            | BCIL 1982    | Neoclassicisme, obra popular XIX  | Riba-roja d'Ebre Camí de Faió. Prop del km 3 de la línia ferroviària     | 41° 14′ 03″ N, 0° 26′ 43″ E / 41.234280°N,0.445397°E | IPA-11578     | Ermita de Santa Madrona (Riba-roja d'Ebre) · Vegeu més fotos d'aquest monument · Carregueu una nova foto d'aquest monument   |
| Casa l'Escolà |              | Obra popular XVIII                | Riba-roja d'Ebre C. Sant Bertomeu, 6                                     | 41° 15′ 05″ N, 0° 29′ 10″ E / 41.251405°N,0.486243°E | IPA-11579     | Carregueu una nova foto d'aquest monument                                                                                    |
| Cal Roig |              | Obra popular XIX                  | Riba-roja d'Ebre Pl. d'Espanya, 4                                        | 41° 15′ 05″ N, 0° 29′ 08″ E / 41.251251°N,0.485569°E | IPA-11580     | Carregueu una nova foto d'aquest monument                                                                                    |
| Casa Fantxico |              | Obra popular XVIII                | Riba-roja d'Ebre C. Sequer, 12                                           | 41° 15′ 08″ N, 0° 29′ 07″ E / 41.252215°N,0.485400°E | IPA-11582     | Carregueu una nova foto d'aquest monument                                                                                    |
| Casa Solà |              | Obra popular XIX                  | Riba-roja d'Ebre Pl. d'Espanya, 6                                        | 41° 15′ 05″ N, 0° 29′ 07″ E / 41.251457°N,0.485304°E | IPA-11583     | Carregueu una nova foto d'aquest monument                                                                                    |
| Casa Castellví |              | Obra popular XIX                  | Riba-roja d'Ebre C. del Sol, 1                                           | 41° 15′ 05″ N, 0° 29′ 08″ E / 41.251308°N,0.485501°E | IPA-11587     | Carregueu una nova foto d'aquest monument                                                                                    |
| Porxo al carrer Portal                                                                                             |              | Obra popular XVIII                | Riba-roja d'Ebre C. Portal - c. Sant Roc                                 | 41° 15′ 03″ N, 0° 29′ 06″ E / 41.250778°N,0.484948°E | IPA-11588     | Carregueu una nova foto d'aquest monument                                                                                    |
| Porxo al carrer Sant Roc                                                                                           |              | Obra popular XVIII                | Riba-roja d'Ebre C. Sant Roc                                             | 41° 15′ 04″ N, 0° 29′ 05″ E / 41.251014°N,0.484844°E | IPA-37594     | Carregueu una nova foto d'aquest monument                                                                                    |
| Ermita de Berrús o Santa Magdalena de Berrús                                                                       | BCIL 1982    | Romànic XIII, XX                  | Riba-roja d'Ebre Vallmorta, camí entre el km 11 i 12 de la ctra. TV-7411 | 41° 14′ 01″ N, 0° 24′ 08″ E / 41.233494°N,0.402231°E | IPA-39568     | Ermita de Berrús (Riba-roja d'Ebre) · Vegeu més fotos d'aquest monument · Carregueu una nova foto d'aquest monument          |
| Capella de Sant Domènec                                                                                            |              | Darreres tendències XX Final      | Riba-roja d'Ebre C. de Sant Antoni, barri de Sant Domènec                | 41° 15′ 15″ N, 0° 29′ 25″ E / 41.254069°N,0.490151°E | IPA-39569     | Carregueu una nova foto d'aquest monument                                                                                    |
| Calvari |              | Obra popular XX                   | Riba-roja d'Ebre A migdia del nucli de Riba-roja                         | 41° 14′ 59″ N, 0° 29′ 10″ E / 41.249733°N,0.486170°E | IPA-39570     | Carregueu una nova foto d'aquest monument                                                                                    |
| Casa al carrer Eres, 6-8                                                                                           |              | Obra popular XIX (1848)           | Riba-roja d'Ebre C. Eres, 6-8                                            | 41° 15′ 05″ N, 0° 29′ 12″ E / 41.251342°N,0.486669°E | IPA-39571     | Carregueu una nova foto d'aquest monument                                                                                    |
| Estació de Renfe                                                                                                   |              | Eclecticisme XIX Final            | Riba-roja d'Ebre A l'oest del nucli urbà, al costat del riu Ebre         | 41° 14′ 55″ N, 0° 28′ 52″ E / 41.248554°N,0.481068°E | IPA-39572     | Estació de Renfe (Riba-roja d'Ebre) · Vegeu més fotos d'aquest monument · Carregueu una nova foto d'aquest monument          |
| Casa al carrer del Castell, 2-4                                                                                    |              | Obra popular XVII                 | Riba-roja d'Ebre C. del Castell, 2-4                                     | 41° 15′ 04″ N, 0° 29′ 04″ E / 41.251238°N,0.484561°E | IPA-39573     | Carregueu una nova foto d'aquest monument                                                                                    |
| Forn de Tronera |              | Obra popular XIX-XX               | Riba-roja d'Ebre Obac de Tronera, Pla del Rafael de Serrano              |                                                      | IPA-43500     | Carregueu una nova foto d'aquest monument                                                                                    |
| Forn d'oli de ginebre Berrús I, de Mariano Agustí de Ca Balances, Forn d'oli de ginebre i càdec del Pont de Berrús | BCIL 2016    | Obra popular XIX-XX               | Riba-roja d'Ebre El Pont de Berrús                                       |                                                      | IPA-45334     | Carregueu una nova foto d'aquest monument                                                                                    |
| Forn d'oli de ginebre Berrús II, Forn de Ca Rosildo, Forn d'oli de ginebre de la Costa de Berrús                   | BCIL 2016    | Obra popular XIX-XX               | Riba-roja d'Ebre Costa de Berrús                                         |                                                      | IPA-45335     | Carregueu una nova foto d'aquest monument                                                                                    |
| Forn d'oli de ginebre de Sant Francesc, Forn d'oli de ginebre del Barranc de Carbonet                              |              | Obra popular XIX-XX               | Riba-roja d'Ebre Barranc de Carbonet                                     |                                                      | IPA-45336     | Carregueu una nova foto d'aquest monument                                                                                    |
| Forn d'oli de ginebre de Serení, Forn d'oli de ginebre de les Modorres                                             | BCIL 2016    | Obra popular XIX-XX               | Riba-roja d'Ebre Pista dels Montserrats                                  |                                                      | IPA-45340     | Carregueu una nova foto d'aquest monument                                                                                    |
| Forn d'oli de Miquel del Sim                                                                                       | BCIL 2016    |                                   | Riba-roja d'Ebre                                                         |                                                      | IPA-45703     | Carregueu una nova foto d'aquest monument                                                                                    |
| Forn d'oli de ginebre de Josepet de Balances                                                                       | BCIL 2016    |                                   | Riba-roja d'Ebre                                                         |                                                      | IPA-45704     | Carregueu una nova foto d'aquest monument                                                                                    |
| Forn d'oli de ginebre de Vall de Porcs                                                                             | BCIL 2016    |                                   | Riba-roja d'Ebre                                                         |                                                      | IPA-45705     | Carregueu una nova foto d'aquest monument                                                                                    |
| Forn d'oli de ginebre dels Castellons                                                                              | BCIL 2016    |                                   | Riba-roja d'Ebre                                                         |                                                      | IPA-45706     | Carregueu una nova foto d'aquest monument                                                                                    |
| Forn d'oli de ginebre de Torà                                                                                      | BCIL 2016    |                                   | Riba-roja d'Ebre                                                         |                                                      | IPA-45707     | Carregueu una nova foto d'aquest monument                                                                                    |
| Forn d'oli de ginebre de Quimet el Recader                                                                         | BCIL 2016    |                                   | Riba-roja d'Ebre                                                         |                                                      | IPA-45708     | Carregueu una nova foto d'aquest monument                                                                                    |
| Forn d'oli de Valera                                                                                               | BCIL 2016    |                                   | Riba-roja d'Ebre                                                         |                                                      | IPA-45709     | Carregueu una nova foto d'aquest monument                                                                                    |
| Pou de gel de Delaguà                                                                                              | BCIL 2018    |                                   | Riba-roja d'Ebre                                                         |                                                      | IPA-45710     | Carregueu una nova foto d'aquest monument                                                                                    |

La Punta del Duc, dels Espais històrics Batalla de l'Ebre, està compartit amb la Pobla de Massaluca (vegeu la llista de monuments de la Terra Alta)